# Catherine Samie
Catherine Marie Celine Paule Samie, född 3 februari 1933 i Paris, är en fransk skådespelerska.

## Roller i urval
- 1957 – Oss älskare emellan
- 1965 – Les bons vivants
- 1967 – Amor skjuter skarpt
- 1970 – Le Distrait
- 1972 – Ungmö på semester
- 1995 – Jefferson i Paris
- 1995 – Kvinna i slips
- 2003 – Skilsmässa på franska
- 2004 – Les Revenants
- 2010 – 22 Bullets